# Saison 2014-2015 de la LHJMQ
Saison précédente Saison suivante
La saison 2014-2015 est la 46e saison de hockey sur glace de la Ligue de hockey junior majeur du Québec. La saison régulière voit 18 équipes jouer 68 matchs chacune. L'Océanic de Rimouski remporte la Coupe du président en battant en finale les Remparts de Québec.

## Saison régulière

### Classement
| Clt | Équipe                          | Division  | PJ | V  | D  | N | DP | BP  | BC  | Pts |
| --- | ------------------------------- | --------- | -- | -- | -- | - | -- | --- | --- | --- |
| 1   | Océanic de Rimouski             | Est       | 68 | 47 | 16 | 3 | 2  | 279 | 198 | 99  |
| 2   | Wildcats de Moncton             | Maritimes | 68 | 46 | 19 | 0 | 3  | 287 | 232 | 95  |
| 3   | Armada de Blainville-Boisbriand | Ouest     | 68 | 41 | 18 | 2 | 7  | 244 | 185 | 91  |
| 4   | Remparts de Québec              | Est       | 68 | 40 | 25 | 1 | 2  | 267 | 232 | 83  |
| 5   | Cataractes de Shawinigan        | Est       | 68 | 39 | 26 | 1 | 2  | 259 | 214 | 81  |
| 6   | Foreurs de Val-d'Or             | Ouest     | 68 | 35 | 25 | 3 | 5  | 283 | 266 | 78  |
| 7   | Drakkar de Baie-Comeau          | Est       | 68 | 35 | 25 | 5 | 3  | 227 | 237 | 78  |
| 8   | Phœnix de Sherbrooke            | Ouest     | 68 | 36 | 26 | 2 | 4  | 228 | 245 | 78  |
| 9   | Islanders de Charlottetown      | Maritimes | 68 | 35 | 28 | 1 | 4  | 226 | 243 | 75  |
| 10  | Sea Dogs de Saint-Jean          | Maritimes | 68 | 32 | 26 | 4 | 6  | 237 | 241 | 74  |
| 11  | Huskies de Rouyn-Noranda        | Ouest     | 68 | 33 | 30 | 4 | 1  | 246 | 245 | 71  |
| 12  | Mooseheads d'Halifax            | Maritimes | 68 | 32 | 30 | 4 | 2  | 227 | 242 | 70  |
| 13  | Screaming Eagles du Cap-Breton  | Maritimes | 68 | 31 | 31 | 3 | 3  | 258 | 246 | 68  |
| 14  | Olympiques de Gatineau          | Ouest     | 68 | 31 | 31 | 0 | 6  | 234 | 242 | 68  |
| 15  | Saguenéens de Chicoutimi        | Est       | 68 | 29 | 32 | 4 | 3  | 203 | 238 | 65  |
| 16  | Tigres de Victoriaville         | Est       | 68 | 27 | 34 | 3 | 4  | 248 | 275 | 61  |
| 17  | Voltigeurs de Drummondville     | Ouest     | 68 | 26 | 38 | 1 | 3  | 195 | 254 | 56  |
| 18  | Titan d'Acadie-Bathurst         | Maritimes | 68 | 17 | 43 | 6 | 2  | 158 | 271 | 42  |

- En gras et en italique : champion de la saison régulière
- En gras : champion de division
- En italique : qualifié pour les séries éliminatoires

### Meilleurs pointeurs

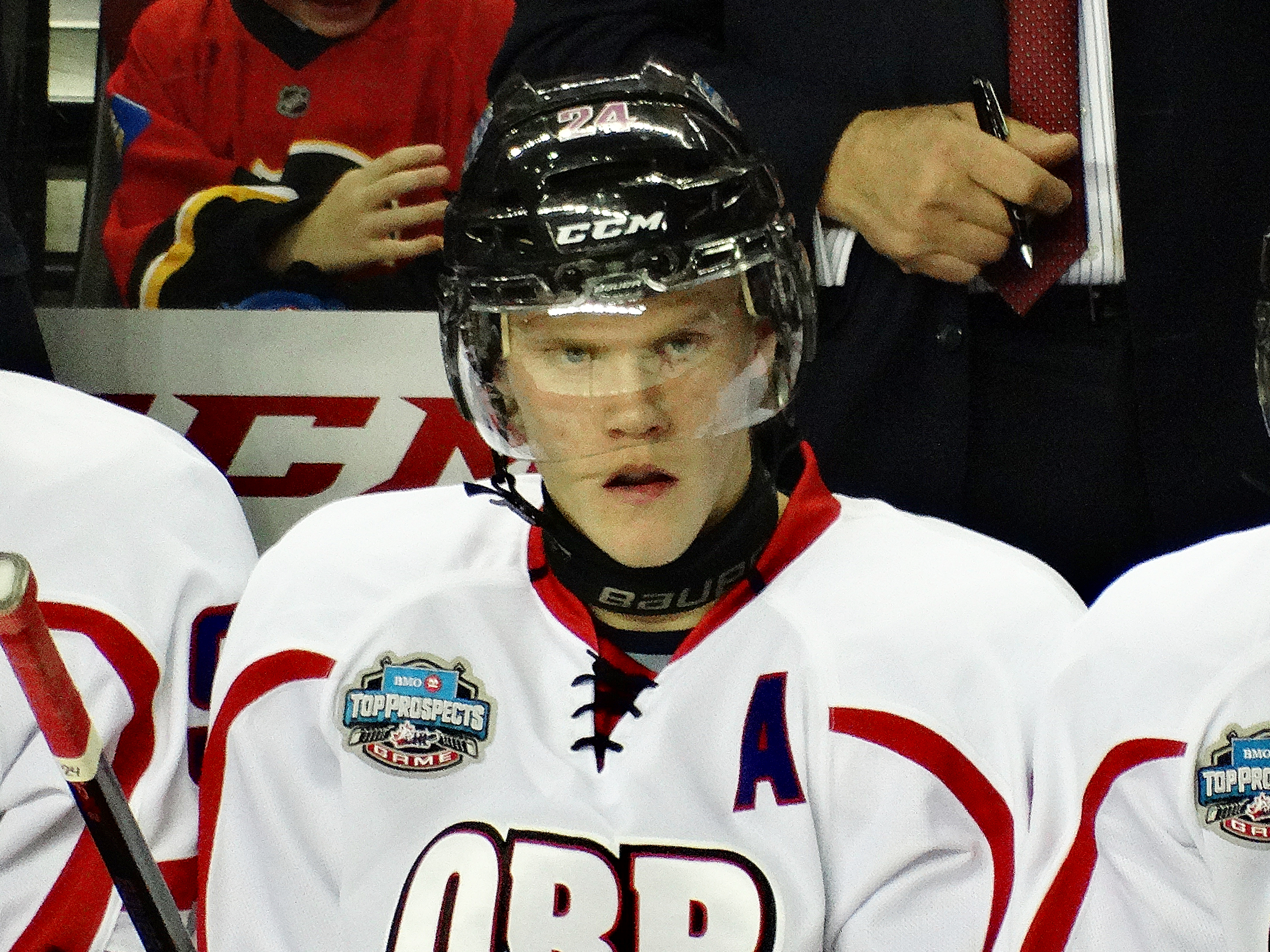
Le Danois Nikolaj Ehlers des Mooseheads d'Halifax termine meilleur pointeur des séries éliminatoires

| Clt | Joueur              | Équipe                | PJ | B  | A  | Pts | Pun |
| --- | ------------------- | --------------------- | -- | -- | -- | --- | --- |
| 1   | Conor Garland       | Moncton               | 67 | 35 | 94 | 129 | 66  |
| 2   | Danick Martel       | Blainville-Boisbriand | 64 | 48 | 54 | 102 | 85  |
| 3   | Nikolaj Ehlers      | Halifax               | 51 | 37 | 64 | 101 | 67  |
| 4   | Ņikita Jevpalovs    | Blainville-Boisbriand | 64 | 49 | 51 | 100 | 30  |
| 5   | Alexis Loiseau (en) | Rimouski              | 68 | 35 | 61 | 96  | 42  |
| 5   | Angelo Miceli (en)  | Victoriaville         | 64 | 38 | 58 | 96  | 50  |
| 7   | Ivan Barbachiov     | Moncton               | 57 | 45 | 50 | 95  | 59  |
| 8   | Anthony Beauvillier | Shawinigan            | 67 | 42 | 52 | 94  | 72  |
| 9   | Anthony DeLuca (en) | Rimouski              | 68 | 44 | 47 | 91  | 63  |
| 9   | Anthony Richard     | Val-d'Or              | 66 | 43 | 48 | 91  | 78  |

### Meilleurs gardiens
| Clt | Nom                      | Équipe                | PJ | Min   | V  | D  | DP | DF | Bl | Moy  | %Arr |
| --- | ------------------------ | --------------------- | -- | ----- | -- | -- | -- | -- | -- | ---- | ---- |
| 1   | Philippe Desrosiers (en) | Rimouski              | 44 | 2 469 | 29 | 9  | 1  | 2  | 5  | 2,5  | 90,1 |
| 2   | Samuel Montembeault      | Blainville-Boisbriand | 52 | 3 104 | 33 | 11 | 2  | 5  | 3  | 2,59 | 89,1 |
| 3   | Marvin Cüpper (en)       | Shawinigan            | 59 | 3 486 | 36 | 20 | 0  | 2  | 4  | 2,8  | 91,2 |
| 4   | Louis-Philip Guindon     | Rimouski              | 37 | 2 112 | 18 | 15 | 1  | 2  | 2  | 2,92 | 89,5 |
| 5   | Alex Dubeau              | Moncton               | 58 | 3 255 | 41 | 13 | 0  | 1  | 4  | 2,99 | 90   |

## Séries éliminatoires
Les seize meilleures équipes de la saison régulière participent aux séries, les champions de division étant classés aux trois premières places. La meilleure équipe rencontre la seizième, la deuxième la quinzième et ainsi de suite jusqu'à la huitième qui affronte la neuvième. En quarts de finale et en demi-finales, les matchs sont à nouveau organisés en fonction du classement lors de la saison régulière.
|  | Huitièmes de finale     | Huitièmes de finale             | Huitièmes de finale     | Huitièmes de finale        |   |                     | Quarts de finale  | Quarts de finale  | Quarts de finale  | Quarts de finale  |  |  | Demi-finales      | Demi-finales      | Demi-finales      | Demi-finales      |  |  | Finale         | Finale         | Finale         | Finale         |
|  |                         |                                 |                         |                            |   |                     |                   |                   |                   |                   |  |  |                   |                   |                   |                   |  |  |                |                |                |                |
|  | du 27 mars au 1er avril | du 27 mars au 1er avril         | du 27 mars au 1er avril | du 27 mars au 1er avril    |   |                     | du 10 au 17 avril | du 10 au 17 avril | du 10 au 17 avril | du 10 au 17 avril |  |  | du 24 au 29 avril | du 24 au 29 avril | du 24 au 29 avril | du 24 au 29 avril |  |  | du 5 au 18 mai | du 5 au 18 mai | du 5 au 18 mai | du 5 au 18 mai |
|  | 1                       | Océanic de Rimouski             | 4                       | 4                          |   |                     | du 10 au 17 avril | du 10 au 17 avril | du 10 au 17 avril | du 10 au 17 avril |  |  | du 24 au 29 avril | du 24 au 29 avril | du 24 au 29 avril | du 24 au 29 avril |  |  | du 5 au 18 mai | du 5 au 18 mai | du 5 au 18 mai | du 5 au 18 mai |
|  | 1                       | Océanic de Rimouski             | 4                       | 4                          |   |                     | du 10 au 17 avril | du 10 au 17 avril | du 10 au 17 avril | du 10 au 17 avril |  |  | du 24 au 29 avril | du 24 au 29 avril | du 24 au 29 avril | du 24 au 29 avril |  |  | du 5 au 18 mai | du 5 au 18 mai | du 5 au 18 mai | du 5 au 18 mai |
|  | 16                      | Tigres de Victoriaville         | 0                       | 0                          |   |                     | du 10 au 17 avril | du 10 au 17 avril | du 10 au 17 avril | du 10 au 17 avril |  |  | du 24 au 29 avril | du 24 au 29 avril | du 24 au 29 avril | du 24 au 29 avril |  |  | du 5 au 18 mai | du 5 au 18 mai | du 5 au 18 mai | du 5 au 18 mai |
|  | 16                      | Tigres de Victoriaville         | 0                       | 0                          | 1 | Océanic de Rimouski | 4                 | 4                 |                   |                   |  |  | du 24 au 29 avril | du 24 au 29 avril | du 24 au 29 avril | du 24 au 29 avril |  |  | du 5 au 18 mai | du 5 au 18 mai | du 5 au 18 mai | du 5 au 18 mai |
|  | du 26 mars au 4 avril   |                                 |                         |                            | 1 | Océanic de Rimouski | 4                 | 4                 |                   |                   |  |  | du 24 au 29 avril | du 24 au 29 avril | du 24 au 29 avril | du 24 au 29 avril |  |  | du 5 au 18 mai | du 5 au 18 mai | du 5 au 18 mai | du 5 au 18 mai |
|  |                         |                                 | 14                      | Olympiques de Gatineau     | 1 | 1                   |                   |                   |                   |                   |  |  | du 24 au 29 avril | du 24 au 29 avril | du 24 au 29 avril | du 24 au 29 avril |  |  | du 5 au 18 mai | du 5 au 18 mai | du 5 au 18 mai | du 5 au 18 mai |
|  | 2                       | Wildcats de Moncton             | 14                      | Olympiques de Gatineau     | 1 | 1                   | 4                 | 4                 |                   |                   |  |  | du 24 au 29 avril | du 24 au 29 avril | du 24 au 29 avril | du 24 au 29 avril |  |  | du 5 au 18 mai | du 5 au 18 mai | du 5 au 18 mai | du 5 au 18 mai |
|  | 2                       | Wildcats de Moncton             | du 10 au 21 avril       |                            |   |                     | 4                 | 4                 |                   |                   |  |  | du 24 au 29 avril | du 24 au 29 avril | du 24 au 29 avril | du 24 au 29 avril |  |  | du 5 au 18 mai | du 5 au 18 mai | du 5 au 18 mai | du 5 au 18 mai |
|  | 15                      | Saguenéens de Chicoutimi        | 1                       | 1                          |   |                     |                   |                   |                   |                   |  |  | du 24 au 29 avril | du 24 au 29 avril | du 24 au 29 avril | du 24 au 29 avril |  |  | du 5 au 18 mai | du 5 au 18 mai | du 5 au 18 mai | du 5 au 18 mai |
|  | 15                      | Saguenéens de Chicoutimi        | 1                       | 1                          | 1 | Océanic de Rimouski | 4                 | 4                 |                   |                   |  |  |                   |                   |                   |                   |  |  | du 5 au 18 mai | du 5 au 18 mai | du 5 au 18 mai | du 5 au 18 mai |
|  | du 27 mars au 5 avril   |                                 |                         |                            | 1 | Océanic de Rimouski | 4                 | 4                 |                   |                   |  |  |                   |                   |                   |                   |  |  | du 5 au 18 mai | du 5 au 18 mai | du 5 au 18 mai | du 5 au 18 mai |
|  |                         |                                 | 6                       | Foreurs de Val-d'Or        | 0 | 0                   |                   |                   |                   |                   |  |  |                   |                   |                   |                   |  |  | du 5 au 18 mai | du 5 au 18 mai | du 5 au 18 mai | du 5 au 18 mai |
|  | 3                       | Armada de Blainville-Boisbriand | 6                       | Foreurs de Val-d'Or        | 0 | 0                   | 2                 | 2                 |                   |                   |  |  |                   |                   |                   |                   |  |  | du 5 au 18 mai | du 5 au 18 mai | du 5 au 18 mai | du 5 au 18 mai |
|  | 3                       | Armada de Blainville-Boisbriand | du 23 au 28 avril       |                            |   |                     | 2                 | 2                 |                   |                   |  |  |                   |                   |                   |                   |  |  | du 5 au 18 mai | du 5 au 18 mai | du 5 au 18 mai | du 5 au 18 mai |
|  | 14                      | Olympiques de Gatineau          | 4                       | 4                          |   |                     |                   |                   |                   |                   |  |  |                   |                   |                   |                   |  |  | du 5 au 18 mai | du 5 au 18 mai | du 5 au 18 mai | du 5 au 18 mai |
|  | 14                      | Olympiques de Gatineau          | 4                       | 4                          | 2 | Wildcats de Moncton | 4                 | 4                 |                   |                   |  |  |                   |                   |                   |                   |  |  | du 5 au 18 mai | du 5 au 18 mai | du 5 au 18 mai | du 5 au 18 mai |
|  | du 27 mars au 7 avril   |                                 |                         |                            | 2 | Wildcats de Moncton | 4                 | 4                 |                   |                   |  |  |                   |                   |                   |                   |  |  | du 5 au 18 mai | du 5 au 18 mai | du 5 au 18 mai | du 5 au 18 mai |
|  |                         |                                 | 12                      | Mooseheads d'Halifax       | 3 | 3                   |                   |                   |                   |                   |  |  |                   |                   |                   |                   |  |  | du 5 au 18 mai | du 5 au 18 mai | du 5 au 18 mai | du 5 au 18 mai |
|  | 4                       | Remparts de Québec              | 12                      | Mooseheads d'Halifax       | 3 | 3                   | 4                 | 4                 |                   |                   |  |  |                   |                   |                   |                   |  |  | du 5 au 18 mai | du 5 au 18 mai | du 5 au 18 mai | du 5 au 18 mai |
|  | 4                       | Remparts de Québec              | du 10 au 16 avril       |                            |   |                     | 4                 | 4                 |                   |                   |  |  |                   |                   |                   |                   |  |  | du 5 au 18 mai | du 5 au 18 mai | du 5 au 18 mai | du 5 au 18 mai |
|  | 13                      | Screaming Eagles du Cap-Breton  | 3                       | 3                          |   |                     |                   |                   |                   |                   |  |  |                   |                   |                   |                   |  |  | du 5 au 18 mai | du 5 au 18 mai | du 5 au 18 mai | du 5 au 18 mai |
|  | 13                      | Screaming Eagles du Cap-Breton  | 3                       | 3                          | 1 | Océanic de Rimouski | 4                 | 4                 |                   |                   |  |  |                   |                   |                   |                   |  |  |                |                |                |                |
|  | du 27 mars au 7 avril   |                                 |                         |                            | 1 | Océanic de Rimouski | 4                 | 4                 |                   |                   |  |  |                   |                   |                   |                   |  |  |                |                |                |                |
|  |                         |                                 | 4                       | Remparts de Québec         | 3 | 3                   |                   |                   |                   |                   |  |  |                   |                   |                   |                   |  |  |                |                |                |                |
|  | 5                       | Cataractes de Shawinigan        | 4                       | Remparts de Québec         | 3 | 3                   | 3                 | 3                 |                   |                   |  |  |                   |                   |                   |                   |  |  |                |                |                |                |
|  | 5                       | Cataractes de Shawinigan        |                         |                            |   |                     |                   | 3                 |                   |                   |  |  |                   |                   |                   |                   |  |  |                |                |                |                |
|  | 12                      | Mooseheads d'Halifax            | 4                       | 4                          |   |                     |                   |                   |                   |                   |  |  |                   |                   |                   |                   |  |  |                |                |                |                |
|  | 12                      | Mooseheads d'Halifax            | 4                       | 4                          | 4 | Remparts de Québec  | 4                 | 4                 |                   |                   |  |  |                   |                   |                   |                   |  |  |                |                |                |                |
|  | du 27 mars au 5 avril   |                                 |                         |                            | 4 | Remparts de Québec  | 4                 | 4                 |                   |                   |  |  |                   |                   |                   |                   |  |  |                |                |                |                |
|  |                         |                                 | 9                       | Islanders de Charlottetown | 0 | 0                   |                   |                   |                   |                   |  |  |                   |                   |                   |                   |  |  |                |                |                |                |
|  | 6                       | Foreurs de Val-d'Or             | 9                       | Islanders de Charlottetown | 0 | 0                   | 4                 | 4                 |                   |                   |  |  |                   |                   |                   |                   |  |  |                |                |                |                |
|  | 6                       | Foreurs de Val-d'Or             | du 10 au 21 avril       |                            |   |                     | 4                 | 4                 |                   |                   |  |  |                   |                   |                   |                   |  |  |                |                |                |                |
|  | 11                      | Huskies de Rouyn-Noranda        | 2                       | 2                          |   |                     |                   |                   |                   |                   |  |  |                   |                   |                   |                   |  |  |                |                |                |                |
|  | 11                      | Huskies de Rouyn-Noranda        | 2                       | 2                          | 2 | Wildcats de Moncton | 0                 | 0                 |                   |                   |  |  |                   |                   |                   |                   |  |  |                |                |                |                |
|  | du 27 mars au 4 avril   |                                 |                         |                            | 2 | Wildcats de Moncton | 0                 | 0                 |                   |                   |  |  |                   |                   |                   |                   |  |  |                |                |                |                |
|  |                         |                                 | 4                       | Remparts de Québec         | 4 | 4                   |                   |                   |                   |                   |  |  |                   |                   |                   |                   |  |  |                |                |                |                |
|  | 7                       | Drakkar de Baie-Comeau          | 4                       | Remparts de Québec         | 4 | 4                   | 4                 | 4                 |                   |                   |  |  |                   |                   |                   |                   |  |  |                |                |                |                |
|  | 7                       | Drakkar de Baie-Comeau          |                         |                            |   |                     |                   | 4                 |                   |                   |  |  |                   |                   |                   |                   |  |  |                |                |                |                |
|  | 10                      | Sea Dogs de Saint-Jean          | 1                       | 1                          |   |                     |                   |                   |                   |                   |  |  |                   |                   |                   |                   |  |  |                |                |                |                |
|  | 10                      | Sea Dogs de Saint-Jean          | 1                       | 1                          | 6 | Foreurs de Val-d'Or | 4                 | 4                 |                   |                   |  |  |                   |                   |                   |                   |  |  |                |                |                |                |
|  | du 27 mars au 6 avril   |                                 |                         |                            | 6 | Foreurs de Val-d'Or | 4                 | 4                 |                   |                   |  |  |                   |                   |                   |                   |  |  |                |                |                |                |
|  |                         |                                 | 7                       | Drakkar de Baie-Comeau     | 3 | 3                   |                   |                   |                   |                   |  |  |                   |                   |                   |                   |  |  |                |                |                |                |
|  | 8                       | Phœnix de Sherbrooke            | 7                       | Drakkar de Baie-Comeau     | 3 | 3                   | 2                 | 2                 |                   |                   |  |  |                   |                   |                   |                   |  |  |                |                |                |                |
|  | 8                       | Phœnix de Sherbrooke            |                         |                            |   |                     |                   | 2                 |                   |                   |  |  |                   |                   |                   |                   |  |  |                |                |                |                |
|  | 9                       | Islanders de Charlottetown      | 4                       | 4                          |   |                     |                   |                   |                   |                   |  |  |                   |                   |                   |                   |  |  |                |                |                |                |
|  | 9                       | Islanders de Charlottetown      | 4                       | 4                          |   |                     |                   |                   |                   |                   |  |  |                   |                   |                   |                   |  |  |                |                |                |                |
|  |                         |                                 |                         |                            |   |                     |                   |                   |                   |                   |  |  |                   |                   |                   |                   |  |  |                |                |                |                |

### Meilleurs pointeurs
| Clt | Joueur                      | Équipe   | PJ | B  | A  | Pts | Pun |
| --- | --------------------------- | -------- | -- | -- | -- | --- | --- |
| 1   | Nikolaj Ehlers              | Halifax  | 14 | 10 | 21 | 31  | 14  |
| 2   | Adam Erne                   | Québec   | 22 | 21 | 9  | 30  | 17  |
| 3   | Alexis Loiseau (en)         | Rimouski | 20 | 9  | 17 | 26  | 8   |
| 4   | Anthony Duclair             | Québec   | 22 | 8  | 18 | 26  | 18  |
| 5   | Kurt Etchegary              | Québec   | 22 | 8  | 18 | 26  | 12  |
| 6   | Christopher Clapperton (en) | Rimouski | 18 | 12 | 13 | 25  | 20  |
| 7   | Conor Garland               | Moncton  | 16 | 3  | 22 | 25  | 17  |
| 8   | Ivan Barbachiov             | Moncton  | 16 | 13 | 11 | 24  | 14  |
| 9   | Anthony Richard             | Val-d'Or | 17 | 12 | 10 | 22  | 10  |
| 10  | Michael Joly (en)           | Rimouski | 20 | 12 | 9  | 21  | 20  |

### Meilleurs gardiens
| Clt | Gardien                  | Équipe                | PJ | Min | V  | D | DP | Bl | Moy  | %Arr |
| --- | ------------------------ | --------------------- | -- | --- | -- | - | -- | -- | ---- | ---- |
| 1   | Louis-Philip Guindon     | Rimouski              | 15 | 813 | 11 | 0 | 1  | 3  | 1,84 | 92,6 |
| 2   | Samuel Montembeault      | Blainville-Boisbriand | 6  | 352 | 2  | 4 | 0  | 0  | 2,38 | 87,8 |
| 3   | Marvin Cüpper (en)       | Shawinigan            | 7  | 475 | 3  | 2 | 2  | 0  | 2,4  | 92,9 |
| 4   | Philippe Desrosiers (en) | Rimouski              | 9  | 411 | 5  | 3 | 0  | 0  | 2,48 | 91   |
| 5   | Callum Booth             | Québec                | 4  | 168 | 1  | 1 | 0  | 1  | 2,49 | 90,4 |

## Équipes d'étoiles
La ligue sélectionne trois équipes d'étoiles dont une pour les recrues.

### Première équipe
- Gardien de but : Marvin Cüpper, Cataractes de Shawinigan
- Défenseur : Jan Košťálek, Océanic de Rimouski
- Défenseur : Daniel Walcott, Armada de Blainville-Boisbriand
- Ailier gauche : Nikolaj Ehlers, Mooseheads d'Halifax
- Centre : Danick Martel, Armada de Blainville-Boisbriand
- Ailier droit : Conor Garland, Wildcats de Moncton

### Deuxième équipe
- Gardien de but : Philippe Cadorette, Drakkar de Baie-Comeau
- Défenseur : Nikolas Brouillard, Remparts de Québec
- Défenseur : Alexandre Carrier, Olympiques de Gatineau
- Ailier gauche : Ņikita Jevpalovs, Armada de Blainville-Boisbriand
- Centre : Anthony Beauvillier, Cataractes de Shawinigan
- Ailier droit : Timo Meier, Mooseheads d'Halifax

### Équipes des recrues
- Gardien de but : Evan Fitzpatrick, Phœnix de Sherbrooke
- Défenseur : Samuel Girard, Cataractes de Shawinigan
- Défenseur : Jakub Zbořil, Sea Dogs de Saint-Jean
- Ailier gauche : Dmytro Timashov, Remparts de Québec
- Centre : Filip Chlapik, Islanders de Charlottetown
- Ailier droit : Ievgueni Svetchnikov, Screaming Eagles du Cap-Breton

## Trophées
Cinq récompenses collectives et dix-neuf individuelles sont décernées.

### Récompenses collectives
- Coupe du président (champions des séries éliminatoires) : Océanic de Rimouski
- Trophée Jean-Rougeau (champions de la saison régulière) : Océanic de Rimouski
- Trophée Robert-Lebel (meilleure moyenne de buts encaissés) : Armada de Blainville-Boisbriand
- Trophée Luc-Robitaille (plus grand nombre de buts marqués) : Wildcats de Moncton
- Trophée Jean-Sawyer (meilleure direction marketing) : Phœnix de Sherbrooke

### Récompenses individuelles
- Trophée Jean-Béliveau (meilleur pointeur : Conor Garland, Wildcats de Moncton
- Trophée Jacques-Plante (meilleure moyenne de buts encaissés) : Philippe Desrosiers, Océanic de Rimouski
- Trophée Michel-Bergeron (recrue offensive de l'année) : Dmytro Timashov, Remparts de Québec
- Trophée Frank-J.-Selke (joueur le plus gentilhomme) : Kyle Farrell, Screaming Eagles du Cap-Breton
- Trophée Michel-Brière (meilleur joueur) : Conor Garlan, Wildcats de Moncton
- Trophée Émile-Bouchard (défenseur de l'année) : Jan Košťálek, Océanic de Rimouski
- Trophée Guy-Lafleur (meilleur joueur des séries éliminatoires) : Adam Erne, Remparts de Québec
- Trophée Michael-Bossy (meilleur espoir) : Timo Meier, Mooseheads d'Halifax
- Trophée Raymond-Lagacé (recrue défensive de l'année) : Samuel Girard, Cataractes de Shawinigan
- Trophée Marcel-Robert (meilleur étudiant) : Jérémy Grégoire, Drakkar de Baie-Comeau
- Trophée Paul-Dumont (personnalité de l'année) : Nikolaj Ehlers, Mooseheads d'Halifax
- Trophée John-Horman (administrateur de l'année) : Johnathan Doiron, Islanders de Charlottetown
- Recrue de l'année (meilleure recrue) : Dmytro Timashov, Remparts de Québec
- Trophée Ron-Lapointe (meilleur entraîneur) : Joël Bouchard, Armada de Blainville-Boisbriand
- Plaque Cabinet de relations publiques NATIONAL (plus grande implication dans la communauté) : Danick Martel, Armada de Blainville-Boisbriand
- Trophée Kevin-Lowe (meilleur défenseur défensif) : Jan Košťálek, Océanic de Rimouski
- Trophée Guy-Carbonneau (meilleur attaquant défensif) : Frédérik Gauthier, Océanic de Rimouski
- Trophée Maurice-Filion (directeur général de l'année) : Martin Moudou, Cataractes de Shawinigan
- Trophée Denis-Arsenault (conseiller pédagogique de l'année) : James Laviolette, Drakkar de Baie-Comeau